# Kriegerdenkmal Freyburg (Unstrut)

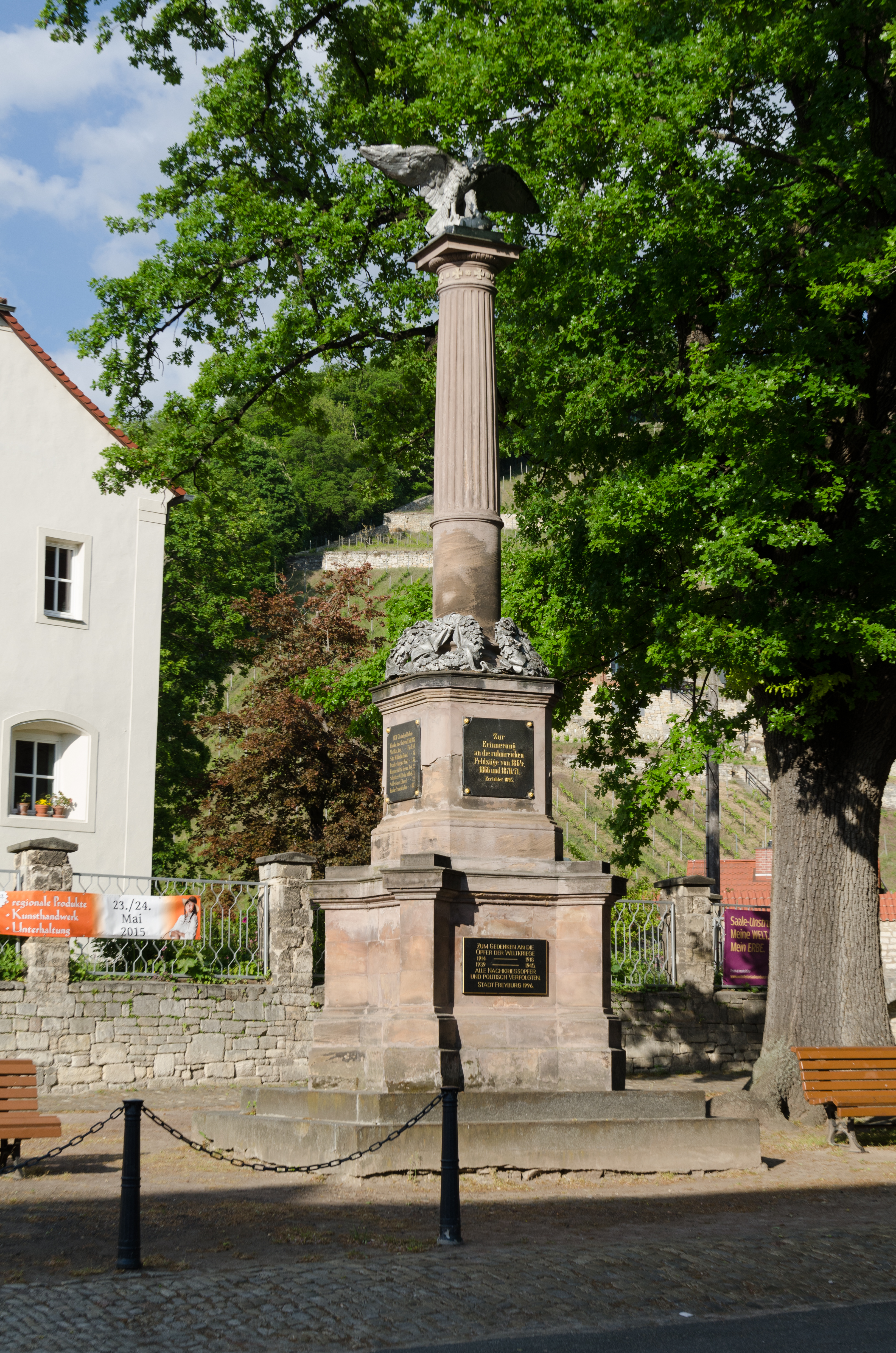
Kriegerdenkmal in Freyburg

Das Kriegerdenkmal Freyburg (Unstrut) ist eine Gedenkstätte in der Stadt Freyburg in Sachsen-Anhalt.

## Lage
Das Kriegerdenkmal von Freyburg an der Unstrut befindet sich nordwestlich der St.-Marien-Kirche bzw. südöstlich vom Rathaus in der Kirchstraße. Es steht auf einem Stufenfundament neben einem – vermutlich im Zusammenhang mit dem Gedenken gepflanzten – Baum.

## Beschreibung und Geschichte
Das Denkmal wurde zur Erinnerung an die Kriegsteilnehmer und Gefallenen des Deutsch-Dänischen Krieges (1864), des Deutschen Krieges (1866) und des Deutsch-Französischen Krieges (1870–1871) errichtet. Auf einen würfelförmigen Sockel wurde ein schmaleres Postament aufgesetzt, auf dem sich eine dorische Säule befindet, die von einem Adler mit gespreizten Flügeln bekrönt wird. An der Säule befinden sich Eiserne Kreuze, an ihrem Fuß wurden Kränze angelehnt. Ähnliche Denkmale entstanden zeitgleich in vielen Städten Mitteldeutschlands.
Am Postament wurden verschiedene Gedenktafeln angebracht, von denen eine auch das Jahr der Errichtung wiedergibt, da sie die Inschrift Zur Erinnerung an die ruhmreichen Feldzüge von 1864, 1866 und 1870/71. Errichtet 1895. trägt. Die Widmungsinschrift auf einer der anderen Gedenktafeln lautet Ihren tapferen Söhnen die dankbare Vaterstadt. Die Tafel für 1866 nennt drei Gefallene, die für 1870/71 acht.
Am Sockel wurde im Jahr 1996 eine weitere Tafel ergänzt, die an die Opfer der Weltkriege 1914–1918. 1939–1945, alle Nachkriegsopfer und politisch Verfolgten erinnern soll. Das erste Denkmal, das man für die Gefallenen des Ersten Weltkrieges 1922 errichtet hatte, zeigte eine Soldaten, der seinen Stahlhelm abgenommen hat und den Kopf trauernd senkt. Das Kriegerdenkmal wurde im Jahr 1948 zusammen mit anderen Denkmalen der Stadt zerstört. Es stand 60 Meter entfernt vom heutigen Erinnerungsort an der Ecke zum Marktplatz und war ein Werk von Paul Juckoff.
Im Denkmalverzeichnis von Sachsen-Anhalt wurde das denkmalgeschützte Kriegerdenkmal mit der Erfassungsnummer 094 83425 als Baudenkmal eingetragen.